# باخماتوفسکویه
باخماتوفسکویه (روسی: Бахматовское) یک دریاچه در سرزمین آلتای کشور روسیه است.